# Кукурековка
Кукуре́ковка (укр. Кукуреківка, крымскотат. Kukurekovka, Кукурековка) — упразднённое село в Бахчисарайском районе Республики Крым, располагавшееся на северо-востоке района, на территории Почтовского поссовета, в верховьях альминской долины, в каньоне, образованном Альмой при пересечении с Внутренней грядой Крымских гор. Сейчас — восточная, отдельная часть села Малиновка на правом берегу реки.

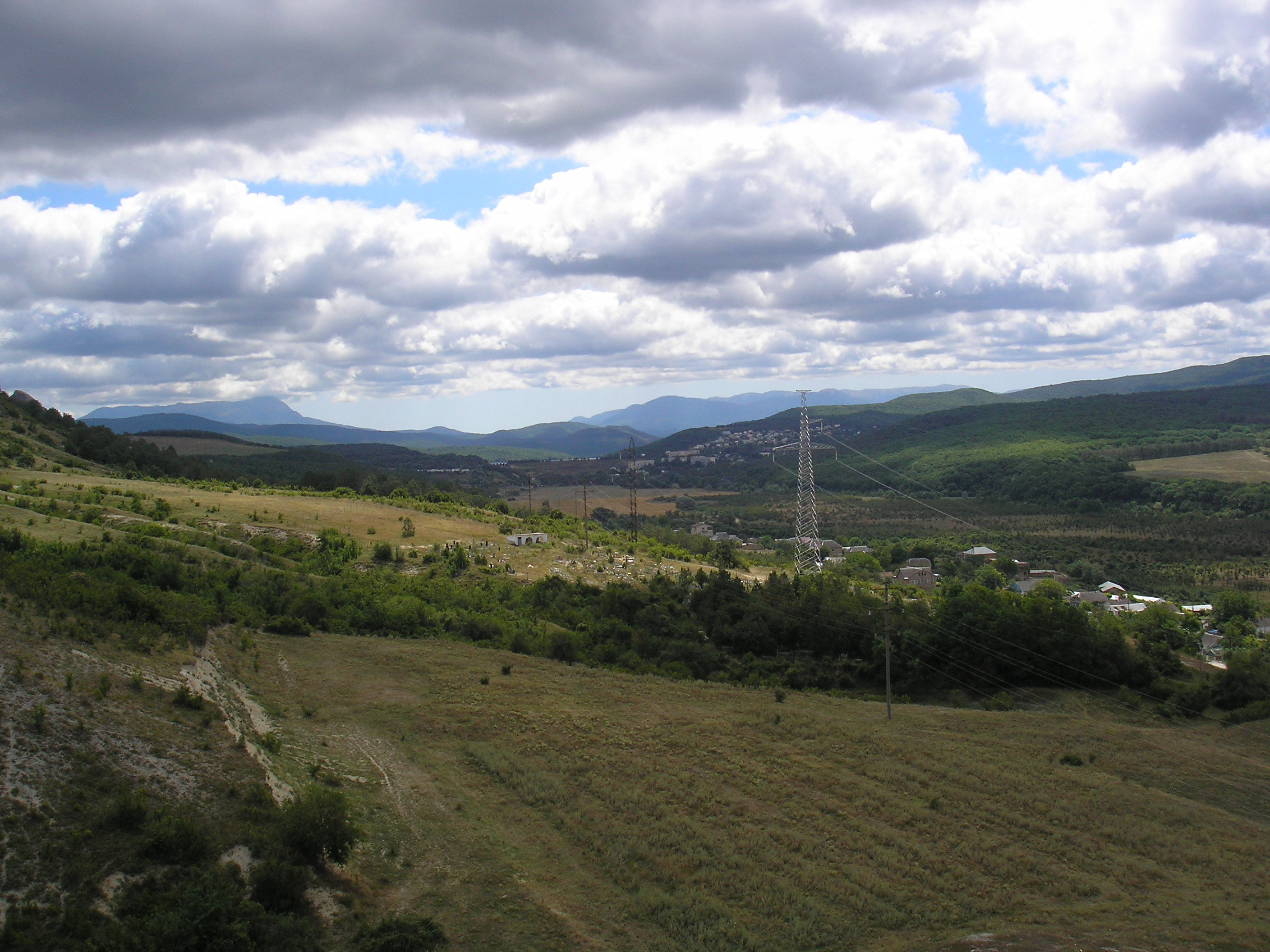
Бывшая Кукурековка, восточная часть Малиновки

## История
Впервые Кукурековка, с 3 дворами и русским населением, встречается на верстовой карте 1890 года. По Статистическому справочнику Таврической губернии. Ч.II-я. Статистический очерк, выпуск шестой Симферопольский уезд, 1915 год, в приписанном к деревне Коджук-Эль имении Клачановского «Кукурековка» Тав-Бодракской волости Симферопольского уезда числилось 5 дворов с татарским населением в количестве 33 человек «посторонних» жителей, все с личной землёй. В хозяйствах имелось 16 лошадей, 8 коров, 10 телят и жеребят.
После установления в Крыму Советской власти, по постановлению Крымревкома от 8 января 1921 года была упразднена волостная система и село включили в состав вновь созданного Подгородне-Петровского района Симферопольского уезда, а в 1922 году уезды получили название округов. 11 октября 1923 года, согласно постановлению ВЦИК, в административное деление Крымской АССР были внесены изменения, в результате которых был ликвидирован Подгородне-Петровский район и образован Симферопольский и село включили в его состав. Согласно Списку населённых пунктов Крымской АССР по Всесоюзной переписи 17 декабря 1926 года, в селе Кукурековка Базарчикского сельсовета Симферопольского района, числился 21 двор, все крестьянские, население составляло 87 человек (39 мужчин и 48 женщин). В национальном отношении учтено: 71 русский, 7 украинцев, 7 греков, 2 чеха, действовала русская школа. В 1930-е годы село, вместе с сельсоветом, передали в Бахчисарайский район. Включено в состав Малиновки до 1954 года, так как в списке «…населённых пунктов, объединённых с другими поселениями… за период с 1954 по 1968 г.» и в перечне сёл 1960 года Кукурековка не значится.

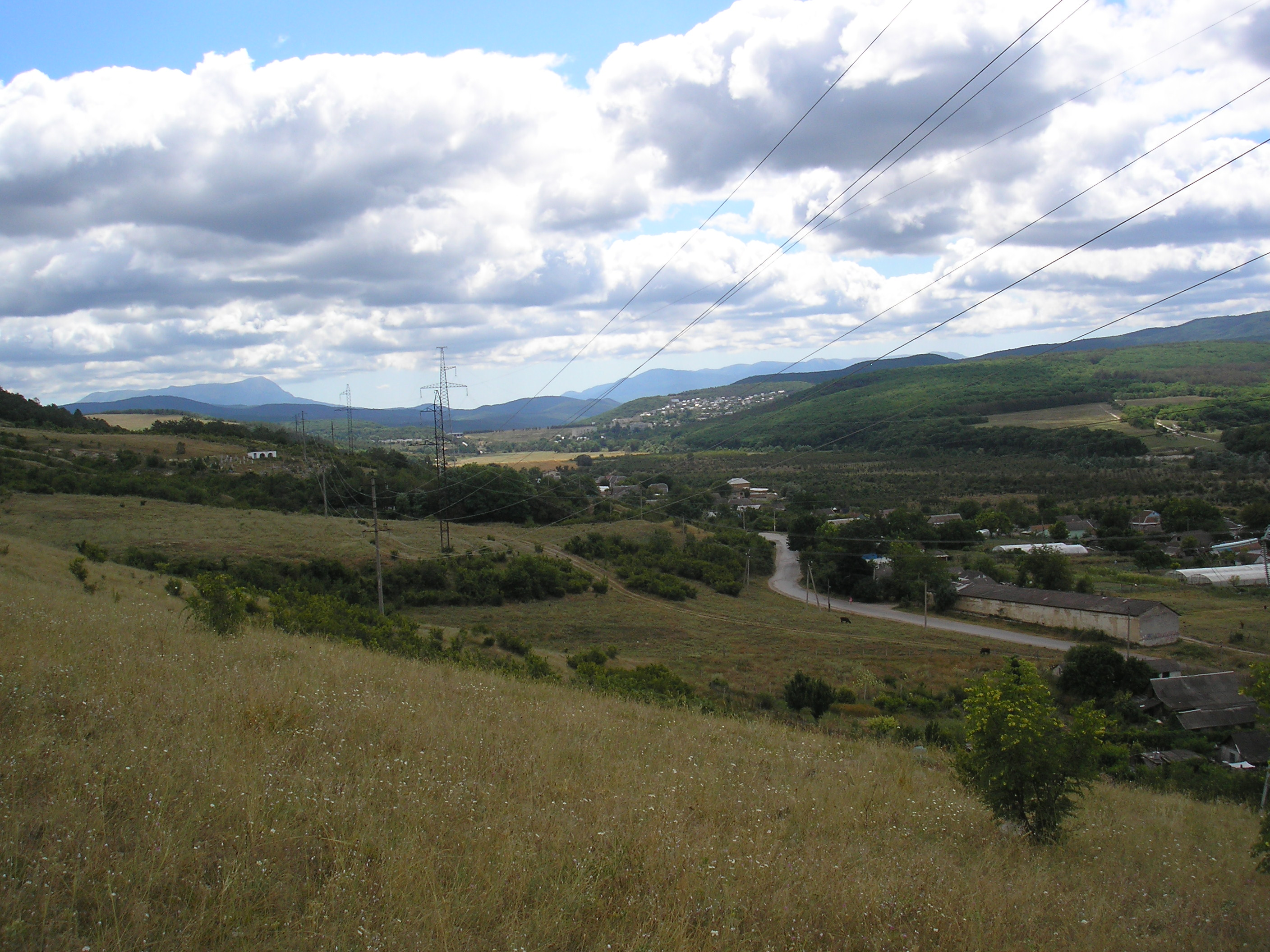
Кукурековка